# Guillaume Dufay
Guillaume Du Fay (pronunciación en francés: /dy fa(j)i/) o Dufay, Du Fayt (5 de agosto de 1397-27 de noviembre de 1474) fue un compositor y músico franco-flamenco del primer Renacimiento. Como figura central de la Escuela borgoñona, es el más famoso e influyente compositor de la escena musical europea de mediados del siglo XV.

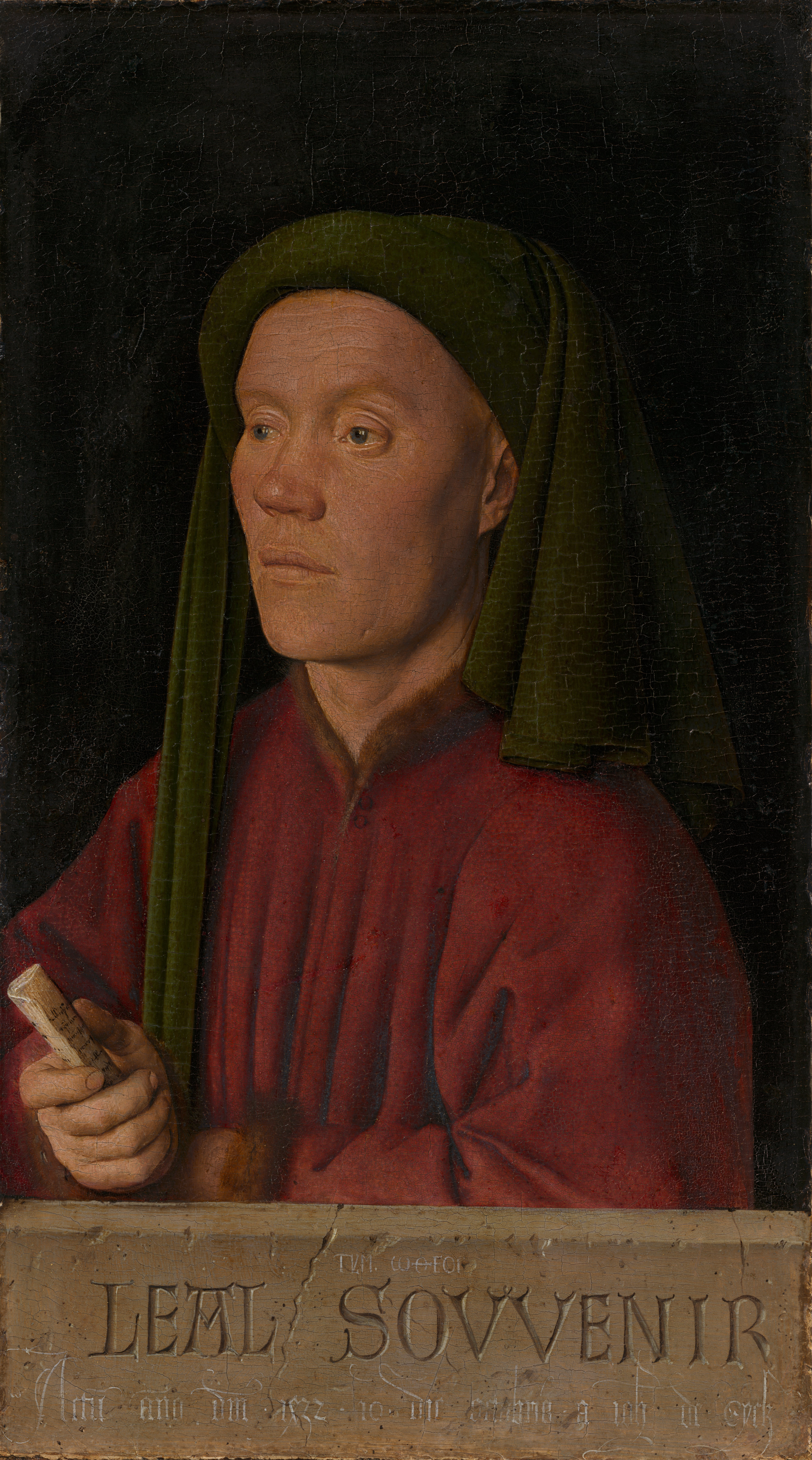
Retrato de un hombre joven (a veces identificado como Dufay), de Jan van Eyck. Galería Nacional de Londres.

## Biografía
De su testamento se deduce que nació probablemente en la región de Brabante (Beersel en flamenco, actual Bélgica). Otras fuentes apuntan a que posiblemente naciera en Fay. Era hijo ilegítimo de un sacerdote desconocido y una mujer llamada Marie Du Fayt. Marie se trasladó con su hijo a Cambrai siendo él muy pequeño, permaneciendo con un pariente que era allí canónigo de la catedral. Las autoridades catedralicias descubrieron pronto el talento musical de Dufay y le proporcionaron una completa formación musical: estudió con Rogier de Hesdin durante el verano de 1409, y fue niño de coro en la catedral desde 1409 hasta 1412. Durante aquellos años estudió con Nicolas Malin, y las autoridades debieron quedar impresionados con las habilidades de Dufay porque le dieron su propia copia del Doctrinale de Villedieu en 1411, un acontecimiento muy inusual para alguien tan joven. En junio de 1414, cuando solo tenía dieciséis años, ya había obtenido un beneficio como capellán de St. Géry, colindante con Cambrai. Más tarde, ese mismo año, probablemente fue al Concilio de Constanza, permaneciendo posiblemente hasta 1418, momento en el que regresó a Cambrai.
Desde noviembre de 1418 hasta 1420 fue subdiácono en la catedral de Cambrai. En 1420 dejó de nuevo Cambrai, para irse esta vez a Rímini, y posiblemente a Pésaro, donde trabajó para la familia Malatesta. Aunque no queda rastro documental de su estancia allí, varias composiciones suyas pueden datarse de esta época y contienen referencias que hacen razonablemente cierta una estancia en Italia. Allí conoció a los compositores Hugo y Arnold de Lantins, que estaban entre los músicos de los Malatesta. En 1424 regresó de nuevo a Cambrai, esta vez debido a la enfermedad y subsiguiente fallecimiento del familiar con quien estaba su madre. Para el año 1426 estaba de regreso a en Italia, esta vez en Bolonia, donde entró al servicio del cardenal Luis Alemán, el legado papal. Mientras estaba en Bolonia se convirtió en diácono, y para 1428, en sacerdote.
El cardenal Alemán fue expulsado de Bolonia por la familia rival Canedoli en 1428, y Dufay también abandonó Bolonia, marchando a Roma. Se convirtió en un miembro del Coro Papal, sirviendo primero al papa Martín V y, tras su muerte en 1431, al papa Eugenio IV. En 1434 fue nombrado maistre de chappelle en Saboya, donde entró al servicio del duque Amadeo VIII. Dejó Roma debido a una crisis en las finanzas del coro papal y para escapar de la turbulencia y las inseguridades durante la lucha entre el papado y el concilio de Basilea. Aun así, en 1435 estaba de nuevo al servicio de la capilla papal, pero esta vez fue en Florencia — el Papa Eugenio había sido expulsado de Roma en 1434 por el establecimiento allí de una república insurrecta, simpatizante del concilio de Basilea y del movimiento conciliar. En 1436 Dufay compuso el motete festivo Nuper rosarum flores, una de sus composiciones más famosas, que se cantó en la bendición de la cúpula de Brunelleschi de la catedral de Florencia, donde Eugenio vivía exiliado.
Durante este período Dufay también empezó su larga asociación con la familia de Este en Ferrara, algunos de los más importantes mecenas musicales durante el renacimiento, y con los que probablemente había trabado conocimiento durante los días de su asociación con la familia Malatesta; Rimini y Ferrara no solo están geográficamente cercanas, sino que, además, las dos familias estaban relacionadas mediante el matrimonio, y Dufay compuso al menos una balada para Nicolás III, Marqués de Ferrara. En 1437 Dufay visitó la ciudad. Cuando Nicolás murió en 1441, el siguiente marqués mantuvo el contacto con Dufay, y no solo siguió apoyando financieramente al compositor, sino que copió y distribuyó parte de su música.
La lucha entre el papado y el concilio de Basilea continuó en los años 1430, y evidentemente Dufay se dio cuenta de que su propia posición podía quedar afectada por el conflicto que se extendía, especialmente desde que el papa Eugenio fue depuesto en 1439 por el Concilio y sustituido por el propio duque Amadeo de Saboya, como papa (Antipapa) Félix V. En esta época Dufay regresó a su tierra natal, llegando a Cambrai en diciembre de ese año. Para ser canónigo en Cambrai, necesitaba un título en Derecho, que obtuvo en 1437; puede que estudiase en la Universidad de Turín en 1436. Uno de los primeros documentos que lo mencionan en Cambrai está datado el 27 de diciembre de 1440, cuando recibió una entrega de 36 lotes de vino por la festividad de San Juan Evangelista.
Dufay permaneció en Cambrai a lo largo de los años 1440, y durante esta época estuvo también al servicio del duque de Borgoña. Estando en Cambrai colaboró con Nicolas Grenon en una revisión completa de la colección musical litúrgica de la catedral, que incluyó escribir una extensa colección de música polifónica para los servicios. Además de su obra musical, estaba activo en la administración general de la catedral. En 1444 su madre Marie murió, y fue enterrada en la catedral; y en 1445 Dufay se trasladó a la casa del canónigo anterior, que iba a ser su principal residencia durante el resto de su vida.
Después de la abdicación del último antipapa (Félix V) en 1449, comenzó a suavizarse la lucha entre distintas facciones de la iglesia, y Dufay de nuevo se marchó hacia el sur. Fue a Turín en 1450, poco después de la muerte del duque Amadeo, pero regresó a Cambrai más tarde ese mismo año. En 1452 marchó de nuevo a Saboya y esta vez no estuvo de vuelta por Cambrai hasta seis años después. Durante ese tiempo intentó encontrar un beneficio o un empleo que le permitiera quedarse en Italia. De este período sobreviven numerosas composiciones, incluyendo una de las cuatro Lamentationes que compuso por la caída de Constantinopla en 1453, su famosa misa basada en Se la face ay pale; igualmente se conserva una carta a Lorenzo de Médicis. Pero, puesto que fue incapaz de encontrar una posición satisfactoria para retirarse, regresó al norte en 1458. Estando en Saboya sirvió de manera más o menos oficial como maestro de coro para Luis de Saboya, pero más probablemente como papel ceremonial, porque los archivos de la capilla no lo mencionan nunca.
Cuando volvió a Cambrai para sus últimos años, fue nombrado canónigo de la catedral. Era entonces el compositor más conocido de Europa. De nuevo estrechó lazos con la corte de Borgoña, y siguió componiendo música para ellos; además, recibió muchos visitantes, incluyendo a Antoine Busnois, Ockeghem, Johannes Tinctoris y Loyset Compère, todos los cuales fueron decisivos en el desarrollo del estilo polifónico en la siguiente generación. Durante este período probablemente escribió su misa basada en L'homme armé, así como la chanson de la misma tonada; esta última composición pudo haber estado inspirada en la llamada de Felipe el Bueno para una nueva cruzada contra los turcos, que recientemente habían tomado Constantinopla. También escribió una misa de Réquiem alrededor de 1460, hoy perdida.
Después de una enfermedad que duró varias semanas, Dufay murió el 27 de noviembre de 1474. Había pedido que se le cantara su motete Ave regina celorum mientras moría, con peticiones de misericordia interpoladas entre los versos de la antífona, pero no hubo tiempo para organizarlo. Dufay fue enterrado en la capilla de San Esteban en la catedral de Cambrai; su retrato fue grabado sobre su lápida. Después de la destrucción de la catedral la lápida se perdió, pero se volvió a encontrar en 1859 (se usaba para cubrir un pozo), y ahora está en un museo de Lille.

## Obras
Dufay adquirió gran renombre por la calidad de sus rondós, como Donnez l'assaut à la forteresse o La plus mignonne de mon cœur. Precursor de Ockeghem o Josquin Desprez, utilizó los temas profanos para algunas de sus misas, como el célebre L'homme armé. Dufay fue el primero en componer un Réquiem, cuya partitura se ha perdido, así como ciclos completos para el Ordinario de la misa: Kyrie, Gloria, Credo, Sanctus, Agnus. Compuso 83 baladas, chansons polifónicas, virelayes y rondós, 76 motetes, nueve misas y un Réquiem.
- 1420, Vasilissa ergo gaude, motete a cuatro voces. En el manuscrito de Berlín, (de Cleofe Malatesta).
- 1423, Resvellies vous, balada. En el manuscrito Can. misc. 213, Oxford (de Carlo Malatesta)
- 1425, Je me complains, balada. En el manuscrito Can. misc. 213, Oxford
- 1426 (antes de 1426), Missa sine nomine, a tres voces. Ordinarium. En el manuscrito Q 15, Bolonia = Manuscrito de Berlín
- 1426 (hacia 1426-1428), Missa Sancti Jacobi, a tres o cuatro voces. Ordinarium et Proprium. En el manuscrito de Berlín
- 1431, Ecclesiae militanti
- 1431, Balsamus et munda, motete a cuatro voces. Manuscrito de Berlín, compuesto para la capilla papal
- 1433, Supremum est mortalibus bonum, motete a tres voces con fabordón. Manuscrito de Berlín (del papa Eugenio IV y el emperador Segismundo)
- 1433, C'est bien raison, balada. En el manuscrito Can. misc. 213, Oxford (de Nicolas III de Ferrara)
- 1435 (hacia 1435) Salve flos Tuscae gentis ; Vos nunc, motete a cuatro voces. Manuscrito 471, Módena (con la cita: Guillermus cecini, natus en ipse Fay)
- 1435 (hacia 1435), Mirandas parit haec urbs Florentina puellas, a tres voces. En el manuscrito lat. 471, Módena (para Florencia)
- 1436, Nuper rosarum flores, motete a cuatro voces. Manuscrito 471, Módena (para la bendición de la catedral de Florencia)
- 1438, Magnanimae gentis ; Nexus amicitiae, motete a cuatro voces. Manuscrito 471, Módena (sobre un pacto entre Berna y Friburgo)
- 1440 (hacia 1440), Missa Caput, misa a cuatro voces para tenor. En el manuscrito de Coventry
- 1450 (hacia 1450), Missa Se la face ay pale (a 4 voces). Misa para tenor. En el manuscrito 88 de Trento
- 1454, O tres piteux (Lamentatio Sanctae Matris Ecclesiae Constantinopolitanae), motete a cuatro voces). Manuscrito Riccardiana 2794, Florencia (compuesto para un banquete de Felipe el Bueno en Lille)
- 1463, Missa Ecce ancilla domini (a cuatro voces), misa para tenor. En el manuscrito 5557 de Bruselas (copiado en Cambrai en 1463))
- 1464 (o más tarde), Missa Ave regina caelorum (a cuatro voces), misa para tenor. En el manuscrito 5557 de Bruselas
- 1464, Ave regina caelorum
- sd, Inclyta stella maris (a cuatro voces). En el manuscrito de Berlín
- sd, Juvenis qui puellam (a tres voces). En el manuscrito 3224 Múnich 3224
- sd, Missa La mort de Saint Gothard (a cuatro). Misa para tenor. En el manuscrito lat. 456 de Módena (sin nombre del autor)
- sd, Missa L'homme armé (a cuatro voces); misa para tenor. En el manuscrito Capp. Sist. 14, Roma
- sd, Missa Sancti Antonii Viennensis (a tres voces). Ordinarium. En el manuscrito 90 de Trento
- sd, O beate Sebastiane (a tres voces). En el manuscrito de Berlín (para san Sebastiásn, en tiempos de epidemia de peste)
- sd, O flos florum virginum (a tres voces). En el manuscrito 3232a de Múnich (con seguridad una imitación)
- sd, O proles Hispaniae ; O sidus Hispaniae (a cuatro voces) En el manuscrito lat. 471, Modena (para san Antonio de Padua)
- sd, Qui latuit in virgine (a tres voces). En el manuscrito 3232a de Múnich (autenticidad discutida)
- sd, Vergine bella (a tres voces). En el manuscrito de Berlín.
- sd. Fulgens jubar ; Puerpera pura (motete a cuatro voces). Manuscrito 471, Módena (Para la fiesta de la purificación, con acróstico de Petrus de Castello)
- sd., Avevirgo qua de caelis (a tres voces). En el manuscrito 92 de Trento
- sd., O gloriose tiro ; Divine pastus (motete a cuatro voces) en Mod B (para santo Teodoro)
- sd., O sancte Sebastiane ; O martyr Sebastiane ; O quam mira (motete a cuatro voces). En el manuscrito de Berlín (para san Sebastián, en tiempos de epidemia de peste)
- sd., Moribus et genere ; Virgo, virga virens (motete a cuatro voces). Manuscrito 471, Modena (para san Juan, con una mención de Dijon)
- sd., a una voz de contratenor en un Gloria anónimo a tres voces. En los manuscritos 6 y 11, biblioteca municipal de Cambrai
- sd., 11 Kyrie a tres voces, de los que 7 están en el manuscrito Q 15, Bolonia = Berlín; y 4 en los manuscritos 87 y 92 de Trento
- sd., 14 Gloria a tres y cuatro voces, de los que 8 están en el manuscrito de Berlín; 5 en el 92 de Trento; 1 en el manuscrito 3232a de Múnich
- sd., 4 Agnus Dei a tres voces, de los que 2 están en el manuscrito de Berlín; 2 en el manuscrito 92 de Trento
- sd., 4 Credo a tres y cuatro voces. En el manuscrito de Berlín
- sd., 4 Sanctus a tres voces de los que tres están en el manuscrito de Berlín; 1 en el manuscrito 92 de Trento
- sd., Ad caenam agni providi (himno). En el manuscrito lat. 471, Modena
- sd., Adieu ces bons vins (rondó). En el manuscrito Can. misc. 213, Oxford = Oxf (dat. 1426)
- sd., Alleluja Veni sancte spiritus, All. En el manuscrito 90 de Trento. sd.,
- sd., Alma redemptoris mater (a tres voces). En el manuscrito lat. 471, Modena
- sd., Alma redemptoris mater (a tres voces). En el manuscrito Q 15, Bolonia = manuscrito de Berlín
- sd., Anima mea liquefacta est (a tres voces). En el manuscrito de Berlín
- sd., Audi benigne conditor (himno). En el manuscrito lat. 471, Modena
- sd., Aurea luce (himno). En el manuscrito Q 15, Bolonia = Berlín
- sd., Ave regina caelorum (a tres voces). En el manuscrito lat. 471, Modena
- sd., Ave maris stella (himno). En el manuscrito 92 de Trento
- sd., Ave maris stella (himno). En el manuscrito de Berlín
- sd., Ave regina caelorum (a tres voces). En el manuscrito de Berlín
- sd., Benedicamus domino (I). En el manuscrito de Berlín
- sd., Benedicamus domino (II). En el manuscrito de Berlín
- sd., Christe redemptor omnium (himno). En el manuscrito de Berlín
- sd., Conditor alme siderum (himno). En el manuscrito de Berlín
- sd., Cum tua doctrina. Motete (5 voces, texto italiano). Manuscrito Q 15, Bolonia, compuesto para la bendición de la catedral de Patras.
- sd., Departes vous, male bouche (rondó). En el manuscrito 871 N, Monte Cassino
- sd., Deus tuorum militum (himno). En el manuscrito de Berlín
- sd., Epiphaniam domino (himno). En el manuscrito 87 de Trento
- sd., Exultet caelum laudibus (himno). En el manuscrito de Berlín
- sd., Festum nunc celebre (himno). En el manuscrito 87 de Trento
- sd., Flos florum (a tres voces). En el manuscrito de Berlín
- sd., Gaude virgo, mater Christi (a cuatro voces). En el manuscrito de Berlín
- sd., Hic vir despiciens (antífona). En el manuscrito lat. 471, Modena
- sd., Hic jocundus sumit mundus (a tres voces). En el manuscrito 3232a de Múnich (con seguridad, una imitación)
- sd., Hostis Herodes impie (himno). En el manuscrito de Berlín
- sd., Iste confessor (himno). En el manuscrito de Berlín
- sd., Isti sunt duae olivae (antífona). En el manuscrito 87 de Trento
- sd., Je n'ai doubté (rondó). En el manuscrito 87 de Trento
- sd., Jesu corona virginum (himno). En el manuscrito de Berlín
- sd., Magnificat 1. tono. En el manuscrito lat. 471, Modena
- sd., Magnificat 5. tono. En el manuscrito lat. 471, Modena
- sd., Magnificat 6. tono. En el manuscrito lat. 471, Modena
- sd., Magnificat 8. tono. En el manuscrito lat. 471, Modena
- sd., Magnificat. En el manuscrito 811 N de Monte Cassino
- sd., Miserere tui labentis Dufay (motete a cuatro voces).
- sd., O gemma lux ; Sacer pastor Barensium (motete a cuatro voces). En el manuscrito de Berlín (para san Nicolás de Bari)
- sd., Phrases de cantliènes. En el manuscrito 3232a, Múncih 3232a (5.ª parte) (relacionado con Alma redemptoris mater del manuscrito Q 15, Bolonia)
- sd., Rite majorem Jacobum ; Artibus summis (motete a cuatro y tres voces con tenor solista). En el manuscrito de Berlín (para Santiago con acróstico de Robertus Auclou Curatus Sancti Jacobi )
- sd., Roma, San Pietro B 80 (copiado en Cambrai en 1464)
- sd., Sanctorum arbitrio ; Bella canunt genies (motete a cinco voces) Manuscrito 87 de Trento (compuesto para el papa Eugenio IV)
- sd., A solis ortus cardine (himno). En el manuscrito lat. 471, Modena
- sd., Adieu m'amour (rondó). En el manuscrito 714 de Oporto
- sd., Adieu quitte le demeurant (rondó). En el manuscrito 90 de Trento
- sd., Belle plaissant et gracieuse (rondó). En el manuscrito Can. misc. 213, Oxford
- sd., Belle que vous (rondó). En el manuscrito 87 de Trento
- sd., Belle vueillies vostre mercy donner (rondó). En el manuscrito Can. misc. 213, Oxford
- sd., Belle vueillies moy retenir (rondó). En el manuscrito Can. misc. 213, Oxford
- sd., Belle vuellies moy vengier (rondó). En el manuscrito XIX 176, Florencia
- sd., Bien veignes vous (rondó). En el manuscrito Can. misc. 213, Oxford
- sd., Bien doy servir (balada). En el manuscrito 87 de Trento
- sd., Bon jour, bon mois (rondó). En el manuscrito Can. misc. 213, Oxford
- sd., Ce moys de may (rondó). En el manuscrito Can. misc. 213, Oxford
- sd., Ce jour de l'an (rondó). En el manuscrito Can. misc. 213, Oxford
- sd., Ce jour le doibt (balada). En el manuscrito Can. misc. 213, Oxford
- sd., Craindre vous vueil (rondó). En el manuscrito Can. misc. 213, Oxford
- sd., De ma haulte et bonne aventure (virelay). En el manuscrito Ricc. 2794, Florencia
- sd., Dieu gard la bone (rondó). En el manuscrito XIX 176, Florencia
- sd., Dona i ardentirai (rondó). En el manuscrito Can. misc. 213, Oxford
- sd., Donna gentile (rondó). En el manuscrito de la Biblioteca de la Universidad de Yale
- sd., Donnez l'assault (rondó). En el manuscrito 87 de Trento
- sd., Du tout m'estoit (rondó). En el manuscrito fr. 15123 de París
- sd., Entre les plus plaines d'anoy (rondó). En el manuscrito 714 de Oporto
- sd., Entre vous gentils amoureux (rondó). En el manuscrito Can. misc. 213, Oxford
- sd., Estrines moy (rondó). En el manuscrito Can. misc. 213, Oxford
- sd., Franc cuer gentil (rondó). En el manuscrito 92 de Trento
- sd., He compaignons (rondó a cuatro voces). En el manuscrito Can. misc. 213, Oxford
- sd., Helas et quant vous veray (rondó). En el manuscrito n.a. fr. 6771 de París
- sd., Helas mon duel (virelay). En el manuscrito 714 de Oporto
- sd., Helas, ma dame (rondó). En el manuscrito Can. misc. 213, Oxford
- sd., Invidia nimica (balada a 4 voces). En el manuscrito Can. misc. 213, Oxford
- sd., J'atendray tant (rondó). En el manuscrito Can. misc. 213, Oxford
- sd., J'ay grant (rondó). En el manuscrito 222 de Estrasburgo (copia de E. de Coussemaker)
- sd., J'ay mis mon cuer (balada). En el manuscrito Can. misc. 213, Oxford
- sd., Je donne a tous (rondó). En el manuscrito Can. misc. 213, Oxford
- sd., Je languis en piteux martire (balada). En el manuscrito 92 de Trento
- sd., Je ne puis plus (rondó). En el manuscrito Can. misc. 213, Oxford
- sd., Je ne suy plus (rondó). En el manuscrito Can. misc. 213, Oxford
- sd., Je ne vis oncques (rondó). En el manuscrito 871 N, Monte Cassino
- sd., Je prens congié (rondó). En el manuscrito n.a. fr. 6771 de París
- sd., Je requier a tous amoureux (rondó). En el manuscrito Can. misc. 213, Oxford
- sd., Je triomphe de crudel duel (rondó). En el manuscrito 714 de Oporto
- sd., Je veul chanter (rondó). En el manuscrito Can. misc. 213, Oxford
- sd., Je vous pri (a 4 voces). En el manuscrito XIX 178, Florencia
- sd., Jesu nostra redemptio (himno). En el manuscrito de Berlín
- sd., La belle se siet (balada). En el manuscrito Can. misc. 213, Oxford
- sd., La dolce vista (balda). En el manuscrito Urb. lat. 1411, Roma
- sd., Laetabundus (sequentia). En el manuscrito de Berlín
- sd., L'alta belleza (balda). En el manuscrito Can. misc. 213, Oxford
- sd., Las, que feray (rondó). En el manuscrito Can. misc. 213, Oxford
- sd., Lauda Sion salvatorem (sequentia). En el manuscrito 92 de Trento
- sd., Ma belle dame souverainne (rondó a 4 voces). En el manuscrito Can. misc. 213, Oxford
- sd., Ma belle dame, je vous pri (rondó). En el manuscrito Can. misc. 213, Oxford
- sd., Magi videntes stellam (antífona). En el manuscrito lat. 471, Modena
- sd., Malheureux cueur (virelay). En el Cancionero Laborde, Washington
- sd., Mille bon jours (rondó). En el manuscrito 222 de Estrasburgo (copia de E. de Coussemaker)
- sd., Mon bien, m'amour (rondó). En el manuscrito 87 de Trento
- sd., Mon chier amy (balada). En el manuscrito Can. misc. 213, Oxford
- sd., Mon cuer me fait (rondó a 4 voces). En el manuscrito Can. misc. 213, Oxford
- sd., Mon seul plaisir (rondó). En el manuscrito XIX 176, Florencia
- sd., Navré je suy (rondó). En el manuscrito Can. misc. 213, Oxford
- sd., Ne je ne dors (rondó). En el manuscrito XIX 176, Florencia
- sd., O gemma martyrum (antífona). En el manuscrito lat. 471, Modena
- sd., O lux beata trinitas (himno). En el manuscrito de Berlín
- sd., Or pleust a dieu (rondó). En el manuscrito Can. misc. 213, Oxford
- sd., Pange lingua (himno). En el manuscrito de Berlín
- sd., Pange lingua (himno). En el manuscrito 92 de Trento (atribución incierta)
- sd., Par droit je puis bien (rondó a 4 voces). En el manuscrito Can. misc. 213, Oxford
- sd., Par le regart (rondó). En el manuscrito 714 de Oporto
- sd., Passato e il tempo omai (balada). En el manuscrito Can. misc. 213, Oxford
- sd., Petrus apostolus (antífona). En el manuscrito lat. 471, Modena
- sd., Portugaler (balada). En el manuscrito 222 de Estrasburgo (copia de E. de Coussemaker)
- sd., Pour ce que veoir (rondó). En el manuscrito Can. misc. 213, Oxford
- sd., Pour l'amour (rondó). En el manuscrito Can. misc. 213, Oxford
- sd., Pouray je avoir (rondó). En el manuscrito Can. misc. 213, Oxford
- sd., Proles de caelo prodiit (himno). En el manuscrito lat. 471, Modena
- sd., Propter nimiam caritatem (antífona). En el manuscrito lat. 471, Modena
- sd., Puisque celle (rondó). En el manuscrito 87 de Trento
- sd., Quel fronte, signorille (rondó). En el manuscrito Can. misc. 213, Oxford (compuesto en Roma)
- sd., Qu'est devenue leaulté (rondó). En el manuscrito 714 de Oporto
- sd., Resistera (a 4 voces). En el manuscrito XIX 176, Florencia
- sd., Resvelons nous (ténor: Alons ent bien tos au may) (rondó). En el manuscrito Can. misc. 213, Oxford
- sd., Salva nos, domine (antífona). En el manuscrito 90 de Trento
- sd., Salve sancte pater (antífona). En el manuscrito lat. 471, Modena
- sd., Sanctorum meritis (himno). En el manuscrito de Berlín
- sd., Sapiente filio (antífona). En el manuscrito lat. 471, Modena
- sd., Se la face ay pale (balada). En el manuscrito Can. misc. 213, Oxford
- sd., Se ma damme (rondó). En el manuscrito Can. misc. 213, Oxford
- sd., S'il est plaisir (rondó a 4). En el manuscrito 3232a de Múnich
- sd., Tibi Christe splendor patris (himno). En el manuscrito de Berlín
- sd., Trop lonc temps ai esté (rondó). En el manuscrito Rom, Urb. lat. 1411
- sd., Urbs beata Jerusalem (himno). En el manuscrito de Berlín
- sd., Ut queant laxis (himno). En el manuscrito de Berlín
- sd., Va t'en, mon cuer (rondó). En el manuscrito 714 de Oporto
- sd., Veni creator spiritus (himno). En el manuscrito de Berlín
- sd., Veni sancte spiritus (sequentia). En el manuscrito 92 de Trento
- sd., Vexilla regis prodeunt (himno). En el manuscrito lat. 471, Modena
- sd., Victimae paschali laudes (sequentia). En el manuscrito 92 de Trento
- sd., Vo regart et doulche maniere (rondó). En el manuscrito 3232a de Múnich
- sd., Vostre bruit (rondó). En el Cancionero de Laborde, Washington

## Influencia
Dufay no fue un innovador, a excepción de algunas obras tardías, y escribió dentro de una tradición consolidada. Fue uno de los últimos compositores que usó técnicas medievales como el isorritmo, y uno de los primeros en usar las armonías, el fraseo y las melodías expresivas características del primer Renacimiento.  Sus composiciones dentro de géneros más amplios, misas, motetes y chansons, son muy parecidas entre sí; su renombre se debe en gran parte a lo que se percibía como su control perfecto de las formas que trabajaba, así como su talento para una melodía agradable y cantable. Durante el siglo XV fue universalmente considerado como el más grande compositor de la época, y esa creencia ha persistido en gran medida hasta la actualidad.

## Discografía
- Dufay: Flos florum. Motets, hymnes, antiennes dédiées à la Vierge - Ensemble Musica Nova - Zig-Zag Territories ZZT 050301 (2006)

## Galería

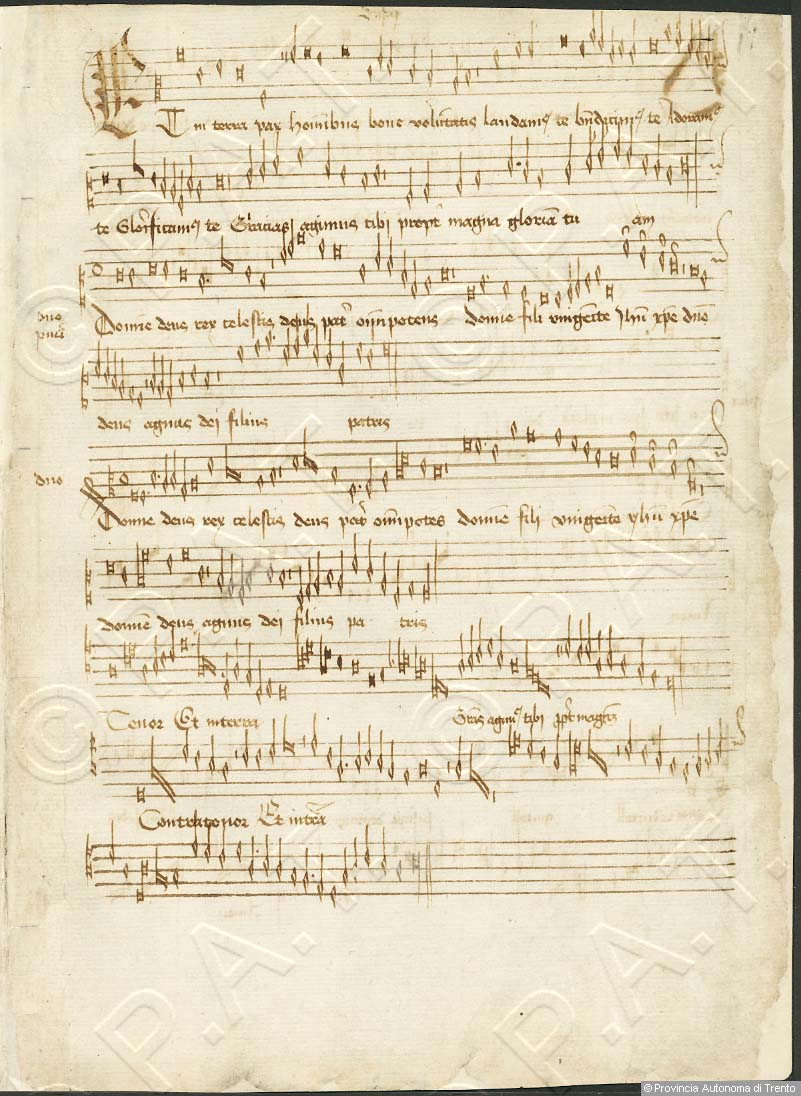
"Et in terra pax hominibus" (de la "Misa S. Jacobi"). Museo Castillo del Buonconsiglio. Ms. Tr. 87, c. 1r.
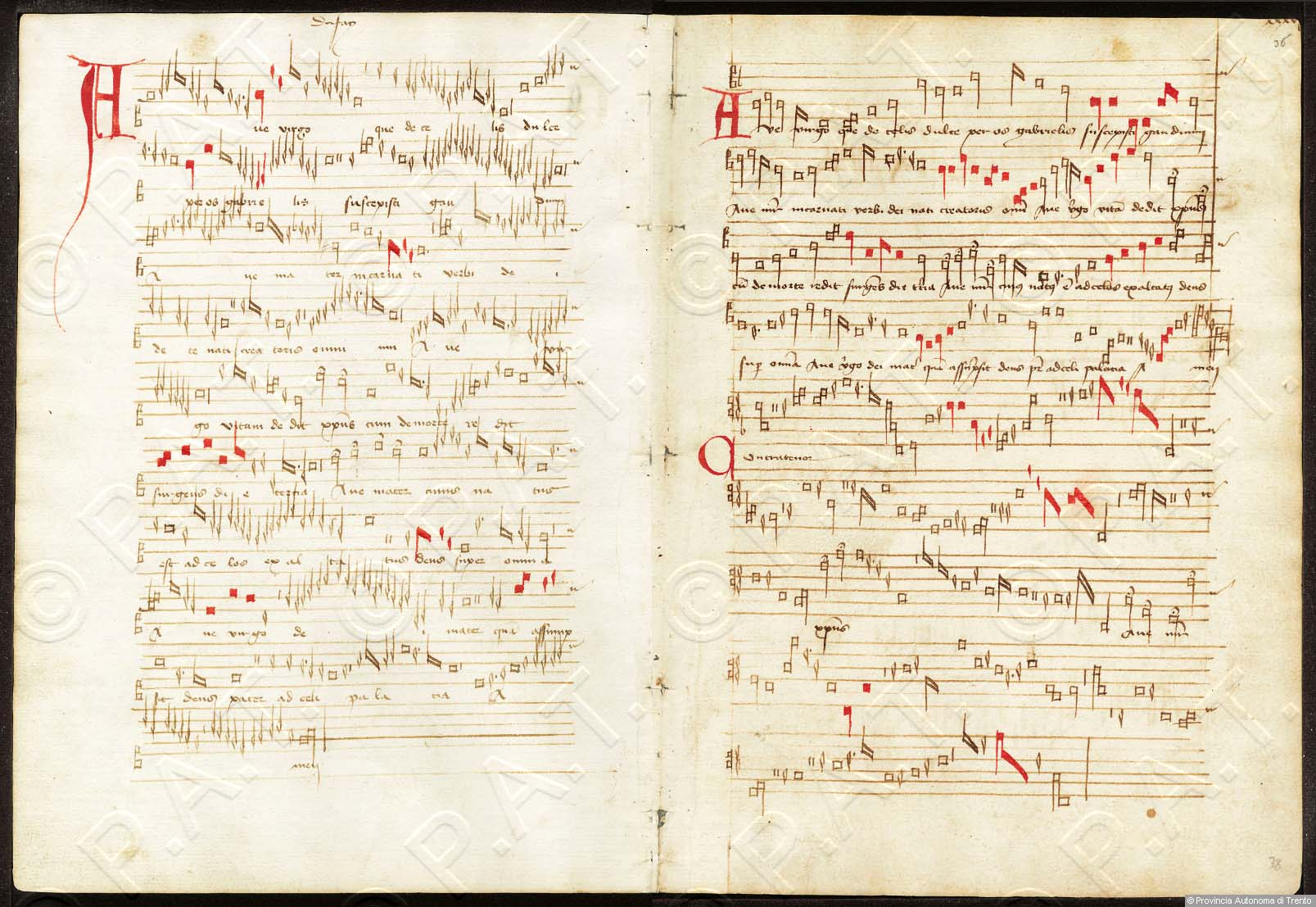
"Ave Virgo." Museo Castillo del Buonconsiglio. Ms. Tr. 92, cc. 37v-38r.